# Trattato di Windsor (1175)

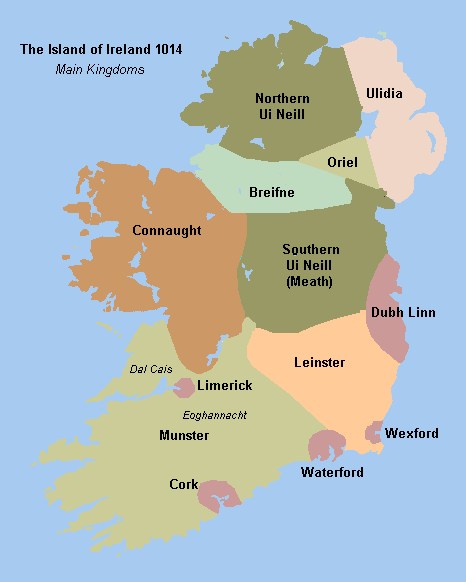
I principali regni dell'Irlanda gaelica.

Il trattato di Windsor fu un accordo firmato il 6 ottobre 1175 a Windsor tra il re d'Inghilterra, Enrico II e il re supremo d'Irlanda Rory O'Connor, che divise l'Irlanda tra i normanni e gli irlandesi. 
In base al trattato, il re d'Irlanda era obbligato a pagare un tributo all'Inghilterra. In base al trattato, Rory doveva esercitare la sua autorità sul resto dell'Irlanda, che non era ancora stata conquistata dal re d'Inghilterra, se avesse pagato a Enrico la tassa fissata ogni anno. Il trattato poneva anche sotto il controllo inglese l'area intorno a Dublino e le odierne contee di Waterford e Wexford. 
Il trattato fu rotto dopo due anni, quando Rory O'Connor non fu in grado di impedire l'occupazione normanna. Nel 1177, attaccò i normanni a Munster, e poiché Enrico II era già in Francia in quel momento, non fu in grado di sopprimerli direttamente. Nello stesso anno, fu sostituito dal figlio più giovane di Enrico II - Giovanni Senzaterra, ricevendo il titolo di Lord of Ireland e diventando così il primo sovrano inglese formale d'Irlanda. In quel periodo iniziò sull'isola il periodo del regno feudale.